# 會田我路
會田我路（日语：／ Aida Garo，1949年11月4日—），日本男性攝影師。擅於拍攝美少女寫真。由他操刀拍攝的美少女寫真集總計逾300部。

## 生平
會田我路在1949年出生。先後就讀於工業高等學校和東京寫真專門學園。他在前者加入了攝影部，在後者則就讀跟商業照片有關的學科。他在25歲開始成為自由身攝影師，期間曾為日本石油、富士通、郡是、三得利拍攝過宣傳照片，並成為時裝雜誌《Hi FASHION》的攝影師助理、儿童时尚杂志的攝影師。
會田在80年代初期為《圣雅克》（サンジャック）拍攝封面時，首度嘗試親手操刀拍攝女性的裸體。之後在整個1980年代間，他不斷拍攝美少女寫真集，當中部分更包含未成年少女的裸照。1983年，《PHOTO》等法國雜誌開始委託他為雜誌拍攝照片，致使其作品遠渡日本海外。
《兒童買春、兒童色情關係行為等處罰及兒童保護等相關法律》在1999年11月生效之後，會田便不能再合法出版少女裸體寫真集。他於是改為拍攝以非裸情色為主題的年少偶像寫真集和印象DVD，並透過文華社出版。他拍攝過的年少偶像有紗綾、小池唯、小池凜、大西杏奈、小林万樱。她們有的在作品中以身穿丁字褲的姿態登場。除此之外，他亦拍攝過成年偶像尾崎娜娜的寫真集。
2007年，由於年少偶像產業開始受到大眾媒體的關注和批評，故會田為了不給出版社添麻煩，而選擇從年少偶像界引退，反專注於成年模特兒的拍攝工作。之後他在2020年表示，自己因為厭惡寫真界的風氣而離開東京，而自己已有幾年日子沒進行過寫真拍攝工作。